# تپه شکر
تپه شکر مربوط به دوران‌های تاریخی پس از اسلام است و در شهرستان اراک، روستای فوران واقع شده و این اثر در تاریخ ۱۹ مرداد ۱۳۸۴ با شمارهٔ ثبت ۱۲۸۴۵ به‌عنوان یکی از آثار ملی ایران به ثبت رسیده است.